# Splash, Too
Splash, Too (no Brasil: Madison, a Sereira) é um telefilme de 1988 lançado diretamente para a televisão, produzido pela  The Walt Disney Company e dirigido por Greg Antonacci. O filme é uma sequência do filme Splash, de 1984.
Foi transmitido pela primeira vez em duas partes no The Disney Sunday Movie entre 1º a 8 de maio de 1988, na rede de televisão ABC.
No Brasil, o filme já foi muito exibido antigamente pelo SBT.

## Sinopse
Quatro anos após o primeiro filme, Allen Bauer está casado com sua amada, a sereia Madison e os dois vivem felizes em uma ilha deserta. Allen no entanto, está com saudades de Nova York e do irmão mais velho Freddie. Com poderes mágicos com os quais pode ver imagens através das águas, Madison aproveita para mostrar a Allen como estão as coisas na cidade. Como as coisas na empresa da família  Bauer não estão indo bem, Madison concorda em voltar para a cidade com o marido e assim se tornar uma dona de casa. No entanto, quando o trabalho de Allen se torna mais importante que o seu relacionamento, seu casamento com Madison é abalado.

## Elenco
- Todd Waring - Allen Bauer
- Amy Yasbeck -Madison Bauer
- Donovan Scott - Freddie Bauer
- Rita Taggart - Fern Hooten
- Dody Goodman - Mrs. Stimler
- Noble Willingham - Karl Hooten
- Barney Martin - Herb Needler

## Lançamento
O filme foi lançado em VHS no Reino Unido e na Austrália pela 
Walt Disney Home Video. Tanto o lançamento no Reino Unido quanto o lançamento na Austrália estão esgotados há muitos anos, mas às vezes aparecem em sites de leilão. Não houve nenhum lançamento oficial de entretenimento doméstico de nenhuma forma (VHS ou DVD) na América do Norte (Região 1, formato NTSC) da Walt Disney Studios Home Entertainment.